# Les Quatre de l'Ave Maria
Série
Dieu pardonne... moi pas ! La Colline des bottes
Pour plus de détails, voir Fiche technique et Distribution.
Les Quatre de l'Ave Maria (titre original : I quattro dell'Ave Maria) est un western italien réalisé par Giuseppe Colizzi sorti en 1968.

## Synopsis
Cat Stevens et Hutch Bessy sont de retour. Après avoir volé l'or de la banque d'El Paso, les deux cow-boys prennent la fuite. Malheureusement pour eux, le brigand Cacopoulos, à la demande du directeur de la banque, se lance à leur poursuite pour récupérer le butin...

## Fiche technique
- Titre : Les Quatre de l'Ave Maria
- Titre original : I quattro dell'Ave Maria
- Réalisation : Giuseppe Colizzi
- Scénario : Giuseppe Colizzi
- Musique : Carlo Rustichelli
- Pays d'origine :  Italie
- Genre : Comédie de Western
- Durée : 126 minutes
- Date de sortie : 
  - Italie : 31 octobre 1968
  - États-Unis : 3 septembre 1969
  - France : 12 novembre 1969
- Affiche : Jean Mascii (France)

## Distribution
- Terence Hill (VF : Denis Savignat) : Cat Stevens
- Bud Spencer (VF : Claude Bertrand) : Hutch Bessy
- Eli Wallach (VF : Philippe Dumat) : Cacopoulos
- Kevin McCarthy (VF : Jacques Thébault) : Drake
- Brock Peters (VF : Sady Rebbot) : Thomas
- Steffen Zacharias (VF : Jean-Henri Chambois) : Harold
- Vincente Roca (VF : Henry Djanik) : Don Pedro Ramirez
- Giancarlo Badessi (VF : Michel Gudin) : le présentateur du combat de boxe
- Leroy Haynes : Picchiatore : le boxeur

## Autour du film
- Le film est le successeur de Dieu pardonne... moi pas ! et le prédécesseur de La Colline des bottes (ou Trinita va tout casser). Cependant, il fut le premier à sortir dans les salles françaises, en 1969, Dieu pardonne... moi pas ! n'y étant sorti qu'en 1972.